# Glaïeul des marais
Gladiolus palustris
Espèce
Statut de conservation UICN

 DD  : Données insuffisantes
Le glaïeul des marais (Gladiolus palustris) est une plante vivace de la famille des Iridaceae.

## Caractéristiques
- Altitude : maximum à 1 200 mètres
- Distribution : sub-méditerranéenne
- Plante herbacée vivace (30-60 cm)
- Bulbe globuleux à fibres anastomosés, surtout au sommet

## Répartition
Prés humides, clairières des forêts dont le sol argileux provoque de fort contraste entre la sécheresse estivale et l'omniprésence d'eau en hiver. Le glaïeul des marais aime la lumière.
Il est présent dans de rares zones en France, notamment en Haut et Bas-Rhin, Jura, Ain et Haute-Savoie.
Il pourrait s’éteindre en raison de la disparition progressive des zones humides.

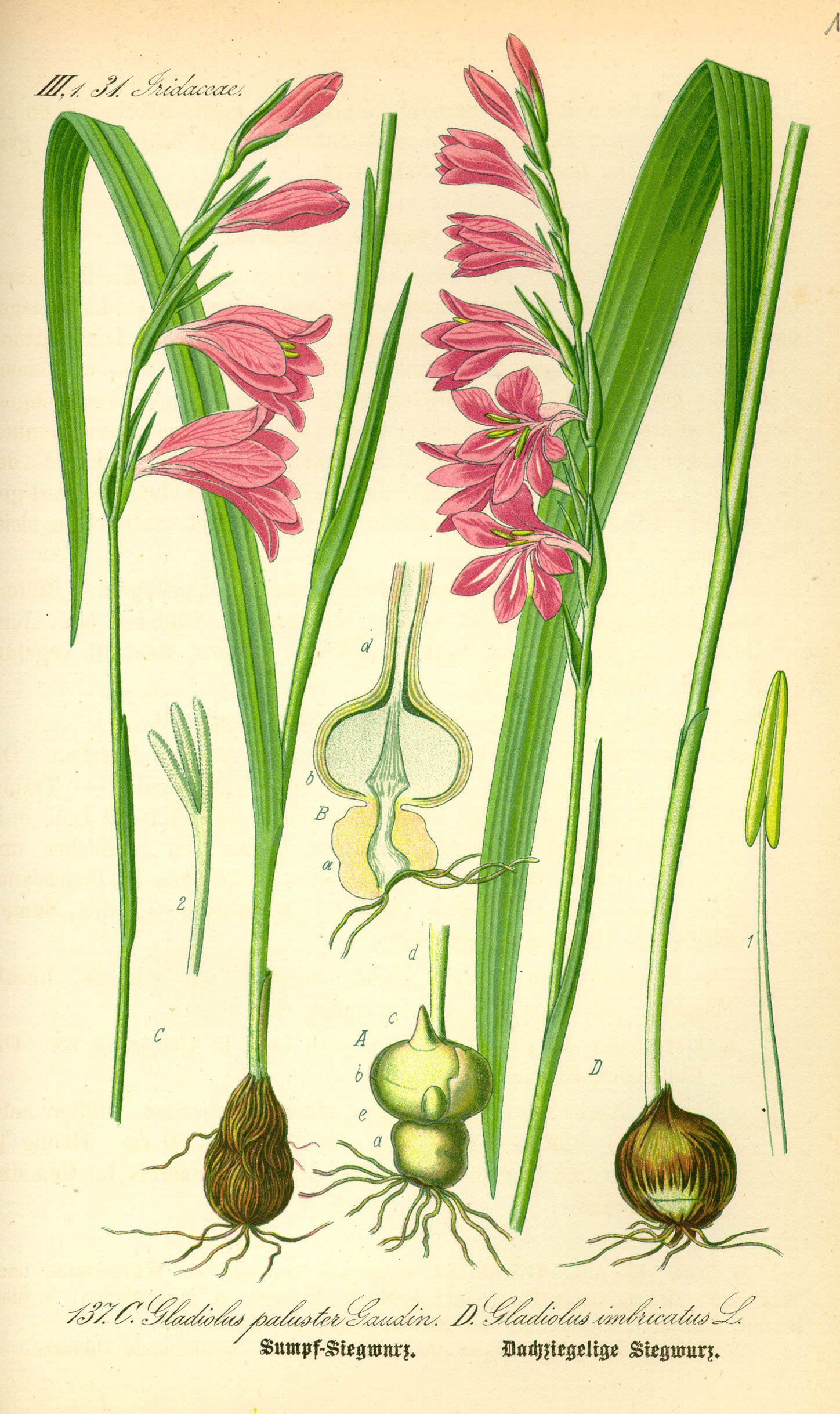
Glaïeul des marais